# Revista de Tropas Coloniales
La Revista de Tropas Coloniales fue una revista mensual publicada en Ceuta, fundada en 1924. Fue continuada, a partir de febrero de 1926, por África. Revista de Tropas Coloniales.

## Descripción
Editada en Ceuta, su número inicial se publicó el 1 de enero de 1924. Desde sus páginas —en las que participaron militares como Gonzalo Queipo de Llano y Francisco Franco e intelectuales como Rodolfo Gil Benumeya, además de contar con portadas ilustradas por Mariano Bertuchi— se difundieron artículos con posturas africanistas y antiabandonistas, y tuvo un espejo a imitar en la revista francesa Revue des Troupes Coloniales, puesta en marcha comienzos de siglo. Fue continuada por la cabecera África. Revista de Tropas Coloniales.
La Hemeroteca Digital de la Biblioteca Nacional de España acota la publicación de la Revista de Tropas Coloniales entre el 1 de enero de 1924 y enero de 1926, fecha a partir de la cual considera que comenzaría África. Revista de Tropas Coloniales. Otros autores interpretan ambos títulos como distintas etapas de una misma publicación.